# Fall Out Boy's Evening Out With Your Girlfriend
Fall Out Boy's Evening Out With Your Girlfriend —en español: Tarde fuera con tu novia de Fall Out Boy— es el álbum debut de la banda de rock Fall Out Boy. Fue publicado en 2003 por Uprising Records. En 2005, publicó Uprising Records.

## Lista de canciones
1. Honorable Mention - 3:25
2. Calm Before the Storm - 4:27
3. Switchblades and Infidelity - 3:14
4. Pretty in Punk - 3:37
5. Growing Up - 2:56
6. The World's Not Waiting (For Five Tired Boys in a Broken Down Van) - 2:39
7. Short, Fast and Loud - 2:16
8. Moving Pictures - 3:31
9. Parker Lewis Can't Lose (But I'm Gunna Give It My Best Shot) - 3:23

## Varios
- Parker Lewis Can't Lose es un programa de televisión que salió al aire de 1990 a 1993, donde el personaje principal era conocido por no perder (sólo perdió una vez en las 3 temporadas del programa).

- La letra de todo el álbum están escritos por Patrick Stump, principalmente acerca de cómo se sintió en la escuela secundaria. Álbumes más tarde, Pete Wentz asumió principalmente ser el autor de las letras.

- Pretty in Punk es una obra de teatro sobre el título del John Hughes película, Pretty in Pink dirigida por Howard Deutch.

- Este es el único álbum de Fall Out Boy donde no participa Andrew Hurley.

- La fotografía en la portada de este álbum recibió un disparo en Chicago Pick me Hasta Café ubicado en 3408 N. Clark Street. La dirección que aparece en el folleto de la Conferencia de Desarme es Pete Wentz padres del domicilio.

- Contrariamente a la creencia popular (debido a diferencias en la voz de Patrick Stump ), Pete Wentz no canta en ningún coro de las canciones del álbum.

- Las canciones Switchblades and Infidelity, Growing Up and Moving Pictures eran oriundos de su Split - EP (con Project Rocket).

- Calm Before the Storm más tarde fue regrabada para el siguiente álbum Take This to Your Grave.

- En el iTunes versión del álbum, el (For Five Tired Boys in a Broken Down Van) and (But I'm Gonna Give it My Best Shot) no se incluyen en The World's Not Waiting and "Parker Lewis Can't Lose pierden los títulos, respectivamente, también, la versión remasterizada de iTunes corta un minuto y once segundos de Switchblades and Infidelity.

- Una parte de la canción Growing Up es cantada por William Beckett de The Academy Is... en la canción What a Catch, Donnie, desde 2008 su liberación Folie a Deux.

## Créditos
- Patrick Stump – Vocalista
- Pete Wentz – Vocalista secundario y bajo
- Joe Trohman – Guitarra y coros
- T.J. "Racine" Kunasch - Guitarra
- Mike Pareskuwicz - Batería